# Política verda

Presència de partits adscrits a Global Greens (desembre de 2021)
Almenys un partit membre dintre del Govern
Almenys un partit membre al Parlament
Països amb un partit membre
Països amb un partit associat

La política verda és una ideologia política que té l'objectiu de crear una societat ecològicament sostenible. Sovint, però no sempre, aquest objectiu es busca des de l'ecologisme, la noviolència, la justícia social i la democràcia de base. Aquestes polítiques van començar a prendre forma al món occidental a la dècada del 1970 i des d'aleshores els partits verds s'han desenvolupat i establert a molts països del món, i han aconseguit alguns èxits electorals.
El terme polític Verd, traducció de l'alemany Grün, va ser encunyat per die Grünen, un partit polític verd format a finals dels anys setanta. El terme ecologia política s'utilitza de vegades en els cercles acadèmics, però ha arribat a representar un camp d'estudi interdisciplinari, ja que la disciplina acadèmica ofereix estudis amplis que integren les ciències socials ecològiques amb l'economia política en temes com la degradació i la marginació, el conflicte ambiental, la conservació i el control, i les identitats ambientals i moviments socials.
Els partidaris de la política verda comparteixen moltes idees amb els moviments conservacionistes, ecologistes, feministes i pacífics. A més de la democràcia i els problemes ecològics, la política verda es preocupa per les llibertats civils, la justícia social, la no-violència, de vegades les variants del localisme i tendeix a donar suport al progressisme social. Les plataformes dels partits verds es consideren en gran part d'esquerra en l'espectre polític. La ideologia verda té connexions amb altres ideologies polítiques ecocèntriques, com l'ecofeminisme, l'ecosocialisme i l'anarquisme verd, però no hi ha consens sobre fins a quin punt aquestes es poden veure com a formes de política verda. A mesura que es va desenvolupar la filosofia política verda d'esquerra, també van sorgir moviments oposats a la dreta que inclouen components ecològics com l'ecocapitalisme i el conservadorisme verd.

## Història

### Precursors
Els partidaris de la política verda tendeixen a considerar-la com a part d'una visió del món superior i no només una ideologia política. La política verda fonamenta la seva posició ètica des de diverses fonts, des dels valors dels pobles indígenes fins a l'ètica de Mahatma Gandhi i Baruch Spinoza. Aquestes persones van influir en el pensament verd en la seva defensa de la previsió a llarg termini de la setena generació i en la responsabilitat personal de cada individu de prendre decisions morals.
El malestar per les conseqüències adverses de les accions humanes sobre la natura és anterior al concepte modern d'ambientalisme. Escriptors allunyats entre ells, tant des de l'antiga Roma com de la Xina es queixaven de la contaminació de l'aire, l'aigua i el soroll.
Les arrels filosòfiques de l'ecologisme es remunten a pensadors de la Il·lustració com Rousseau a França, i més tard l'autor i naturalista Thoreau a Amèrica. L'ecologisme organitzat va començar a l'Europa de finals del segle XIX i als Estats Units, com a reacció a la Revolució Industrial amb el seu èmfasi en una expansió econòmica desenfrenada. La "política verda" va començar com a moviments de conservació i preservació, com el Sierra Club, fundat a San Francisco el 1892.
Les plataformes d'esquerra-verda que componen els partits verds avui en dia utilitzen la terminologia de la ciència de l'ecologia, i la política de l'ecologisme, l'ecologia profunda, el feminisme, el pacifisme, l'anarquisme, el socialisme llibertari, el possibilisme llibertari, la socialdemocràcia, l'eco- socialisme, i/o ecologia social o llibertarisme verd. A la dècada de 1970, a mesura que aquests moviments van créixer en influència, la política verda va sorgir com una nova filosofia que va sintetitzar els seus objectius. El moviment polític del Partit Verd no s'ha de confondre amb el fet no relacionat que en alguns partits d'extrema dreta i feixistes, el nacionalisme s'ha lligat de vegades a una mena de política verda que promou l'ecologisme com una forma d'orgull de la "pàtria" segons a una minoria d'autors.

### Primers passos

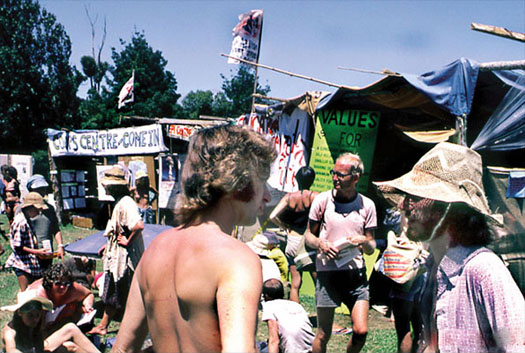
Gent manifestant-se en favor del Partit dels Valors, considerat el primer partit ecologista en l'àmbit nacional, a Nambassa, 1979

El juny de 1970, un grup holandès anomenat Kabouters va guanyar 5 dels 45 escons de l'ajuntament d'Amsterdam, així com dos escons cadascun als consells de l'Haia i Leeuwarden i un seient cadascun a Arnhem, Alkmaar i Leiden. Els Kabouters sortien com a resultat dels Plans Blancs ambientals de Provo i van proposar "Groene Plannen" ("Plans Verds").
El primer partit polític que es va crear per tal de defensar principalment temes mediambientals va ser el Grup de Tasmània Unida, fundat a Austràlia el març de 1972 per lluitar contra la desforestació i contra la creació d'una presa que danyés el llac Pedder; tot i que només va guanyar un tres per cent a les eleccions estatals, va inspirar la creació de partits verds a tot el món. El maig de 1972, una reunió a la Universitat de Victoria de Wellington va posar en marxa el Partit dels Valors, el primer partit verd del món a disputar escons parlamentaris a nivell nacional. El novembre de 1972, va néixer el primer partit verd d'Europa, PEOPLE al Regne Unit.
El Partit Verd Alemany no va ser el primer Partit Verd d'Europa que va tenir membres elegits a nivell nacional, però es va crear la impressió que ho havien estat, perquè van cridar més l'atenció mediàtica: Els Verds Alemanys, es van presentar per primera vegada en unes eleccions nacionals, a les eleccions federals de 1980. Van començar com una coalició provisional de grups cívics i campanyes polítiques que, en conjunt, consideraven que els seus interessos no eren expressats pels partits convencionals. Després de presentar-se a les eleccions europees de 1979, van celebrar una conferència que va identificar els quatre pilars del Partit Verd que tots els grups de l'aliança original podien acordar com a base d'una plataforma comuna del partit: i van unir aquests grups com un únic partit. Aquesta declaració de principis ha estat utilitzada des de llavors per molts partits verds d'arreu del món. Va ser aquest partit el que va encunyar per primera vegada el terme "Verd" ("Grün" en alemany) i va adoptar el símbol del gira-sol. El terme "verd" va ser encunyat per una de les fundadores del Partit Verd alemany, Petra Kelly, després de visitar Austràlia i veure les accions de la Federació de Treballadors de Constructors i les seves accions de protesta. A les eleccions federals de 1983, els Verds van aconseguir 27 escons al Bundestag.

### Desenvolupament
La primera incursió canadenca en la política ecològica va tenir lloc a les Marítimes quan 11 candidats independents (incloent-hi un a Mont-real i un a Toronto) es van presentar a les eleccions federals de 1980 sota la bandera del Partit Petit. Inspirats en Small is Beautiful de Schumacher, els candidats del Partit Petit es van presentar amb el propòsit expressat de presentar una plataforma antinuclear en aquelles eleccions. No es va registrar com a partit oficial, però alguns participants en aquest esforç van formar el Partit Verd del Canadà el 1983 (aquell any també es van formar els Verds d'Ontario i els Verds de la Columbia Britànica). La líder del Partit Verd del Canadà, Elizabeth May, va ser l'instigadora i una de les candidates del Partit Petit i finalment va ser escollida com a membre del Partit Verd a les eleccions federals canadenques de 2011.
A Finlàndia, la Lliga Verda es va convertir en el primer Partit Verd europeu a formar part d'un gabinet a nivell estatal el 1995. Els Verds alemanys van seguir, formant un govern amb el Partit Socialdemòcrata d'Alemanya (l'"Aliança Roja-Verda") de 1998 a 2005. El 2001, van arribar a un acord per acabar amb la dependència de l'energia nuclear a Alemanya, i van acordar mantenir-se en coalició i donar suport al govern alemany del canceller Gerhard Schröder a la guerra afganesa de 2001. Això els va posar en desacord amb molts Verds d'arreu del món, però va demostrar que eren capaços d'aconseguir compromisos polítics difícils.
A Letònia, Indulis Emsis, líder del Partit Verd i part de la Unió de Verds i Agricultors, una aliança d'un partit agrari nòrdic i el Partit dels Verds, va ser primer ministre de Letònia durant deu mesos el 2004, convertint-lo en el primer polític verd. liderar un país en la història del món. El 2015, el company de partit d'Emsis, Raimonds Vējonis, va ser escollit president de Letònia pel parlament letó. Vējonis es va convertir en el primer cap d'estat verd del món.
A l'estat alemany de Baden-Württenburg, el Partit Verd es va convertir en el líder de la coalició amb els socialdemòcrates després de quedar segon a les eleccions estatals de Baden-Württemberg de 2011. A les següents eleccions estatals, el 2016, el Partit Verd es va convertir per primera vegada en el partit més fort en un Landtag alemany.
El 2016, l'antic líder dels Verds austríacs (1997 a 2008), Alexander Van der Bellen, oficialment com a independent, va guanyar les eleccions presidencials austríaques de 2016, convertint-se en el segon cap d'estat verd del món i el primer elegit directament pels populars. Van der Bellen va quedar segon a la primera volta de les eleccions amb un 21,3% dels vots, el millor resultat dels verds austríacs en la seva història. Va guanyar la segona volta contra l'extrema dreta Norbert Hofer, del Partit de la Llibertat, amb el 53,8% dels vots, el que el va convertir en el primer president d'Àustria que no comptava amb el suport ni del Partit Popular ni del Partit Socialdemòcrata.